# Ornithocephalus torresii
Ornithocephalus torresii är en orkidéart som beskrevs av Gerardo A. Salazar och Soto Arenas. Ornithocephalus torresii ingår i släktet Ornithocephalus och familjen orkidéer. Inga underarter finns listade i Catalogue of Life.